# Біденко Йосип Гнатович
Йосип Гнатович Біденко (У Тинченка Віденко)(31 жовтня 1884 — †?) — підполковник Армії УНР. Народився в Житомирі.

## Життєпис

### У російській армії
Унтер-офіцер Кавалерградського полку. Офіцерське звання отримав за військову заслуги. У 1917 році служив в 93-му запасному полку у Царицині. Останнє звання у російській армії — прапорщик.

### В армії УНР
Одним з перших, хто почав українізацію у частинах російської армії. Він відділив солдат українців з полку і окремим ешелоном вивіз їх до 34-го армійського (1-го Українського) корпусу. Разом з ешелоном вояків-українців відправив військовополонених австрійської армії українського походження, серед них були Євген Коновалець і М. Курах. Після влиття солдатів з ешелону до 1-го Українського корпусу, він отримав звання комісара Центральної Ради в штабі цього корпусу.
У 1918 році брав активну участь в клубі українських офіцерів «Батьківщина», який став основою для повстання проти Гетьмана П. Скоропадського. 15 листопада 1918 — отаман для доручень штабу армії Директорії, пізніше комісар кількох повітів Волинської губернії. Наприкінці лютого 1919-го заарештований згідно розпорядження Василя Тютюнника за зловживання посадою, при затриманні у нього зокрема було виявлено 164 особисті банківські рахунки на суму понад 200 тисяч карбованців.
Згодом — отаман окремої кавалерійської частини в тилу армії Директорії в Ізяславi, який діяв у тилах Дієвої армії УНР та відмовлявся виїжджати на фронт. 10 березня 1919 року за відмову від переходу на лінію фронту, Біденко був поміщений у в'язницю і його загін був роззброєний. Провів літо 1919 року у військовій в'язниці в Кам'янці, з кількома іншими отаманами, над якими провадилося слідство. Згідно іншої версії, за спогадами М. Чеботаріва, перебував в заточенні у вагоні разом з іншими затриманими «отаманами». У жовтні 1919 року був звільнений з в'язниці, коли армія генерала Денікіна взяла Кам'янець.
У січні-лютому 1920 року був командиром кавалерійського підрозділу в 44-й дивізії більшовицької армії, сформованої з т. зв. «боротьбистів». Потім був заарештований більшовиками, як колишній петлюрівський отаман, і ув'язнений у Літині. Втік з в'язниці незадовго до страти. У 1921 — старшина управи постачання 4-ї Київської дивізії Армії УНР.
У 1924 році за допомогою Володимира Оскілка отримав карту азилю від польської влади. Разом Ананієм Волинцем належали до найближчих соратників Володимира Оскілка як очільника Української народної партії (соціалістів-самостійників) до вбивства останнього 19 червня 1926 року. Після наглої смерті Володимира Оскілка соратники зайняли непримиренні позиції і в партії стався розлам. 
Звинувачувався польською поліцією у переслідуваннях поляків у часи Української революції. Справу закрили за браком доказів.
Був членом правління «Українського громадянського комітету допомоги емігрантам в Польщі». У 1930-х член Рівненської філії УЦК.
Мешкав у Рівному. З кінця 1928 до середини 1929 жив у с. Стара Гута Людвипільської гміни Костопільського повіту.  
1938 року видав книгу «Аргентина», в якій оповідалося про еміграцію до цієї країни, на яку отримав несхвальну критику.
Перед початком Другої світової війни мешкав по вул. Коперника 28 в районі Воля у Рівному.
За свідченням А. Волинця на початку війни Біденко виїхав з Рівного разом з Клеником Кузьком. Подальша доля невідома
За словами М. Чеботаріва, колишнього командувача безпеки Головного Отамана, у вересні 1956 року Ільку Борщаку редактору паризького журналу «Україна» прибув лист від Біденка, з погрозами на адресу Чеботаріва.